# Re 4/4 IV
Les Re 4/4IV sont des locomotives électriques prototypes des chemins de fer fédéraux suisses, entrées en service en 1982.

## Historique

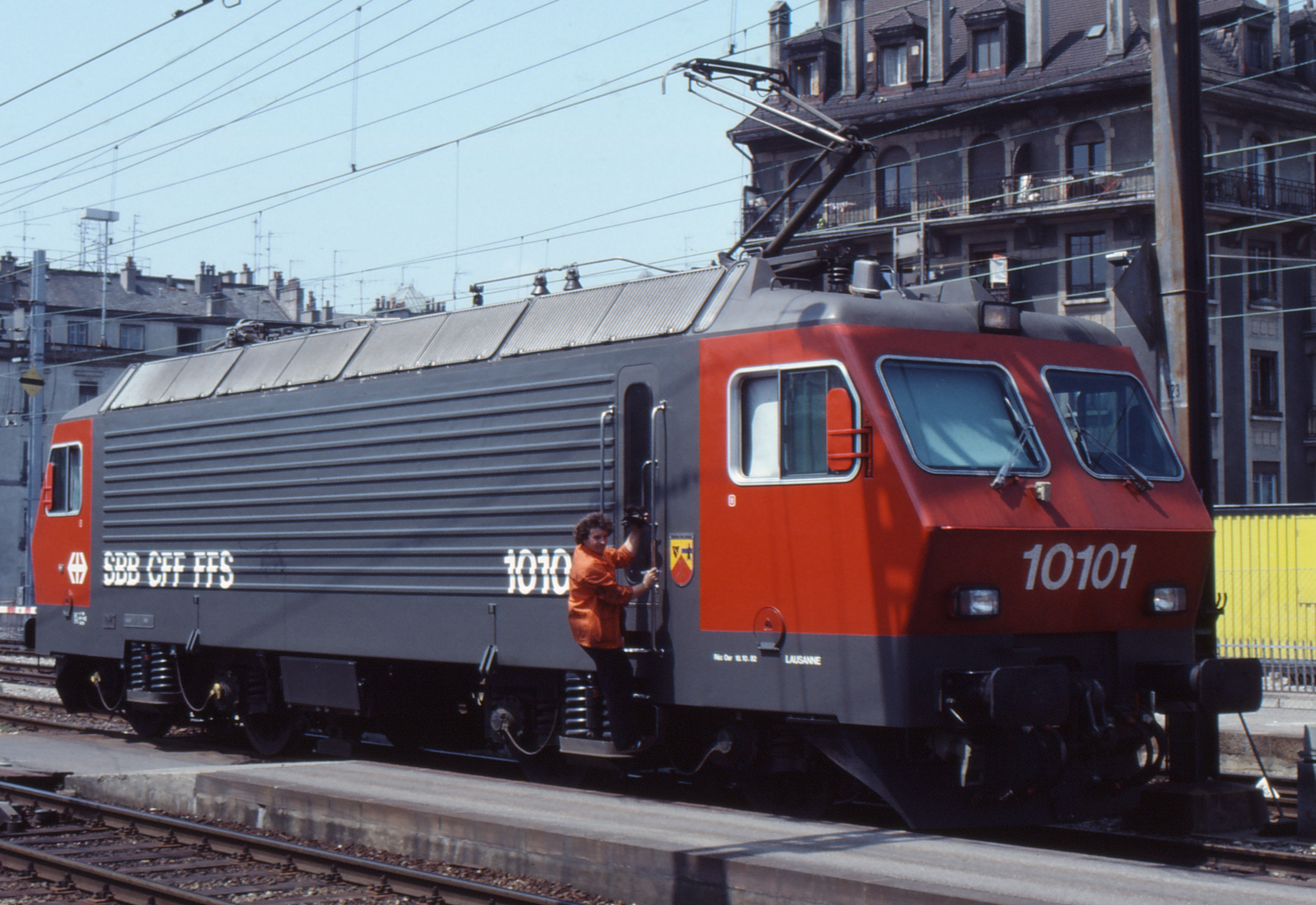
Re 4/4IV no 10101 manœuvrant en gare de Genève-Cornavin, 10 juillet 1983

En 1978, les CFF commandèrent à l'industrie ferroviaire helvétique quatre locomotives prototypes, en vue de réaliser une série destinée à succéder à la très répandue Re 4/4II. Le but était de tester des nouvelles locomotives universelles, aptes à tracter aussi bien des trains de voyageurs à 160 km/h que des trains de marchandises sur le Gothard et les lignes de plaine.
SLM (partie mécanique) et BBC (équipement électrique) livrèrent les machines aux CFF en 1982, chacune arborant une livrée différente (voire divergente sur la 10104, selon le côté de la caisse) afin de trouver la future livrée idéale. On attribua à la petite série la dénomination Re 4/4IV, dans la lignée des locomotives électriques rapides (Re) à 4 essieux moteurs sur 4 essieux au total (4/4), 4e série du nom (IV, 4 dans la numération romaine).

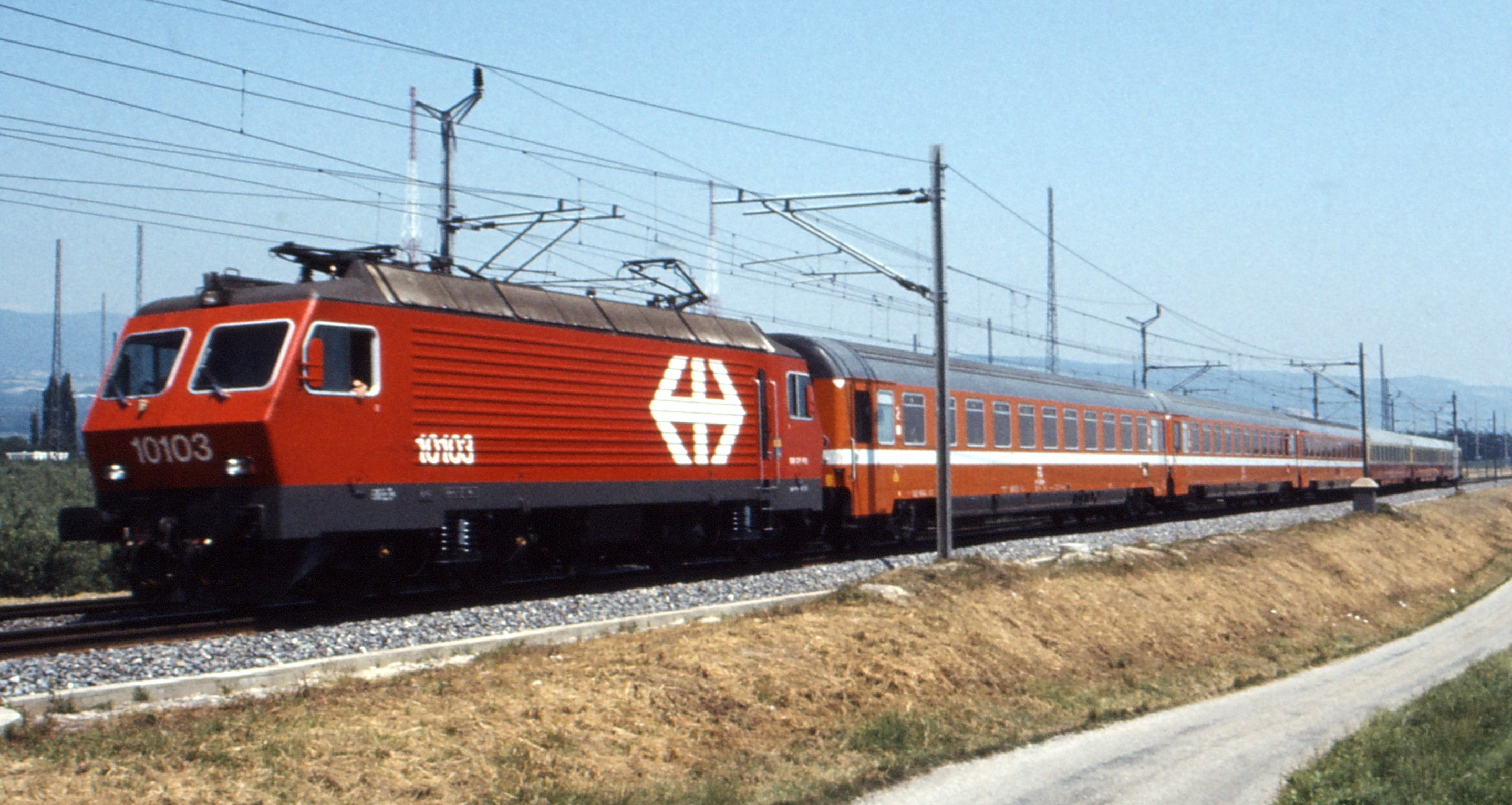
Re 4/4IV 10103 en tête de lIC Lemano près de Prangins

À leur mise en service, seule la ligne du Simplon entre Martigny et Sion était apte à la vitesse maximale de 160 km/h. Les Re 4/4IV furent toutes basées au dépôt de Lausanne et on leur attribua la traction des trains effectuant les liaisons internationales (France –) Suisse – Italie le long du Rhône : TEE Cisalpin et Lemano, InterCity Lutecia, Rialto, Monteverdi, etc. Ils étaient à cette époque les rares trains en Suisse ayant une composition et un itinéraire leur permettant de circuler à cette vitesse.
La série entière reçut entre 1985 et 86 une livrée unie rouge assortie d'une publicité pour le projet Rail 2000. Puis, dès 1992, la publicité fit place à un grand sigle CFF ligné, ce design découlant directement d'une version testée sur la 10103. Cette ultime livrée fut retenue pour les Re 460 et les huit HGe 101 de la ligne du Brünig.
Mais l'entretien d'une aussi petite série coûtait très cher aux CFF, qui recherchaient à s'en débarrasser sitôt les tests effectués. L'une des motrices servait d'ailleurs de « magasin de pièces détachées » pour les trois autres. Enfin, en 1994, les CFF parvinrent à un accord avec le chemin de fer du Sud-Est suisse (Schweizerische Südostbahn, SOB), ce qui leur permettait de céder tous les prototypes contre quatre Re 4/4III du Südostbahn. Trois des quatre Re 4/4III appartenaient initialement aux CFF (no 11351 à 11353) et avaient été vendues au SOB entre 1983 et 1985 (11351 à 11353). La quatrième était la SOB no 41, prototype des Re 4/4III. Si les CFF avaient gardé ces machines, elles auraient porté la numérotation UIC 440 000 à 440 003

### Seconde carrière

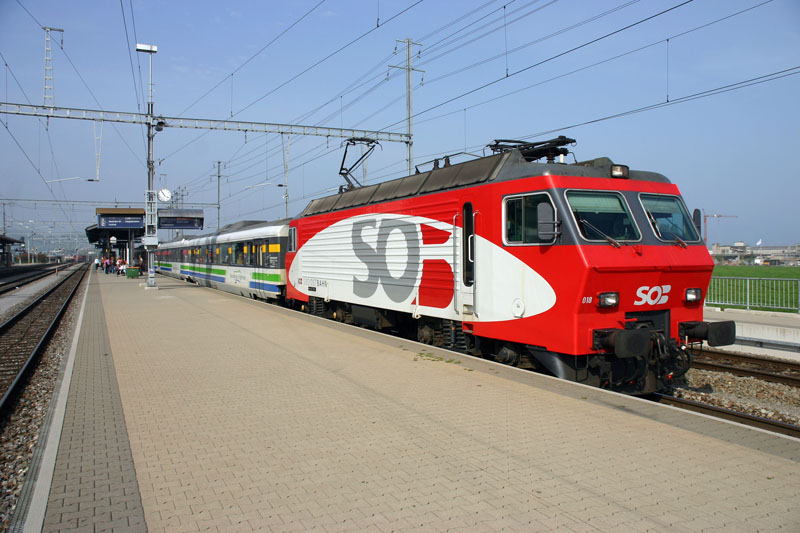
Re 446 dans la nouvelle livrée SOB en gare de Pfäffikon SZ

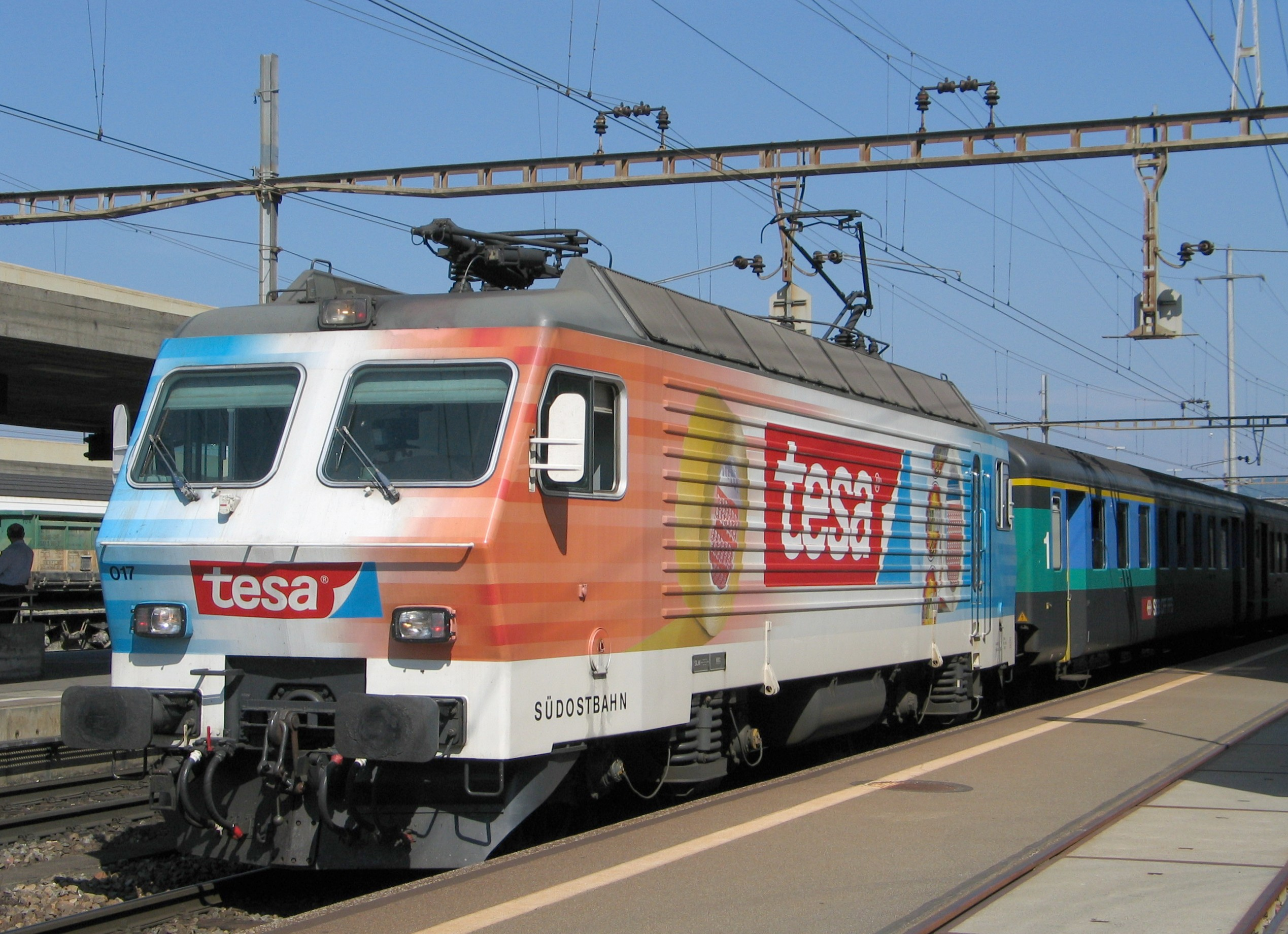
Re 446 en livrée publicitaire Tesa Technology

Entièrement révisés, les quatre exemplaires prirent la direction de l'est suisse, sur les lignes du Schweizerische Südostbahn, sous la dénomination Re 446 015 à 018. À noter que les machines furent échangées les :
- 10101 - Le 23 octobre 1996 avec 1 562 332 km
- 10102 - Le 14 décembre 1994 avec 1 966 681 km
- 10103 - Le 14 décembre 1994 avec 2 095 247 km
- 10104 - Le 13 avril 1995 avec 1 831 207 km[1]

On les rencontrait entre 1995 et 2019 (aujourd'hui remplacé par des Stadler Flirt "Traverso") à la traction des trains de l'express des Préalpes, le Voralpen-Express, train de la catégorie InterRegio qui relie chaque heure Lucerne, sur le lac des Quatre-Cantons, à Romanshorn, au bord du Bodensee, via Arth-Goldau – plateau de Rothenthurm – Biberbrugg – Pfäffikon SZ – Rapperswil – Wattwil – Herisau – Saint-Gall.
Elles arborèrent plusieurs livrées publicitaires : Märklin, Telecom-PTT puis Swisscom, Seedam-Center, cuisines Alno, Tesa Technology...
En 2019, Eisenbahndienstleister Sarl (EDG) racheta les quatre exemplaires au SOB. 

## Technique
Une innovation importante apparut sur les Re 4/4IV : la commande à thyristor, qui leur conférait un roulement plus doux que leurs ainées Re 4/4II et Re 6/6. Ceci contribua grandement à leur popularité auprès des voyageurs et des mécaniciens de locomotive, mais n'empêcha pas ces derniers de surnommer ces prototypes les « Aspirateurs », à cause d'une bruyante ventilation nécessaire aux thyristors, ou encore les « Containers » de par leur design encore inhabituel.
À l'origine équipées de pantographes unijambistes identiques à ceux des Re 4/4II, Re 4/4III et Re 6/6, elles reçurent dès 1992 les pantographes montés sur la série des Re 460.
Techniquement, les enseignements tirés de ces prototypes ont contribué à la réalisation des locomotives Re 450 et Re 460, et cette dernière série est devenue la locomotive universelle des CFF.
L'entretien et les révisions de la série s'effectuaient aux ateliers principaux CFF de Zurich, puis aux ateliers SOB de Samstagern après l'échange.

## Blasons
Selon la tradition ferroviaire suisse qui convient de blasonner les locomotives de prestige (Ae 6/6, Re 6/6), les Re 4/4IV furent baptisées et arborèrent les armoiries des localités suivantes :
- 10101 :  Vallée de Joux (armoiries des trois communes de la Vallée, Le Chenit, Le Lieu et L'Abbaye, réunies sur un seul blason)
- 10102 :  Ostermundigen
- 10103 : Luino (1re locomotive CFF ayant été blasonnée d'un lieu étranger)
- 10104 :  Walenstadt

## Modélisme ferroviaire
Plusieurs fabricants de modèles réduits ferroviaires ont réalisé la Re 4/4IV à diverses échelles :
- Échelle O (1/43e)
  - Lemaco
  - Hermann
- Échelle HO (1/87e)
  - Märklin
  - Roco
- Échelle N (1/160e)
  - Roco
- Échelle Z (1/220e)
  - Märklin